# ELTE TTK Fizikai és Csillagászati Intézet
Az Eötvös Loránd Tudományegyetem Természettudományi Kar Fizikai és Csillagászati Intézet a Természettudományi Kar egy kisebb intézete. Az Intézet a Fizikai Intézet és a Csillagászati Tanszék egyesülével jött létre 2023-ban. 

## Történet
1875. január 8-án létrehozták Eötvös Loránd javaslatára az Elméleti Fizikai Tanszéket. Az akkori kultuszminiszter, Pauler Tivadar, írta alá a létesítésről szóló miniszteri döntést. 1878-ben Eötvös Loránd Jedlik Ányostól vette át a Kísérleti Fizikai Intézet vezetését, de Eötvös Loránd továbbra is tartott elméleti előadásokat a tanszéken. Az Elméleti Fizikai Tanszék élére Frőlich Izidort választották Eötvös Loránd javaslatára. Frőlich először csak rendkívüli tanári pozíciót kapott és csak 1885-ben nevezték ki professzorrá.
1886-ban felépült a Fizikai Intézet a Puskin utcában.
Közben az Elméleti Fizikai Tanszék megszűnt, majd 1904-ben Elméleti Fizikai Tanszergyűjtemény néven újra létrejött. Frőlich Izidor 1928-ig vezette az intézetet.
1922 és 1940 között a Gyakorlati Fizika Tanszéket Rybár István vezette.
1928 és 1945 között Ortvay Rudolf vezette az intézetet, majd Ortvay halála után Novobátzky Károlyt kérték fel az intézet vezetésére. Novobátzky 1945 őszétől egészen 1967 decemberéi vezette a tanszéket. 1968. január 1-től Nagy Károly vette át az intézet irányítását.
1940 és 1949 között a Kísérleti Fizika Tanszéket Rybár István vezette, akit 1949-ben nyugdíjaztak.
1941 és 1945 között a Gyakorlati Fizika Tanszéket Békésy György vezette.
1949-ig az ELTE három karral működött (Állam- és Jogtudományi, Bölcsészettudományi, Hittudományi és Orvostudományi Kar).
1949. május 16-i hatállyal létrejött az önálló Természettudományi Kart a természettudományok professzionálisabb és intenzívebb fejlesztése céljából. A Bölcsésztudományi Kar 22 tanszékéből és intézetéből, valamint a Botanikus Kertből, a Fizikai-Kémiai és Embertani Intézetekből állt korábban.
1953-ban a Természettudományi Kar két részre vált, létrejött a Matematikai – Fizikai- Kémiai Kar, valamint az Élet- és Földtudományi Kar.
1957-ben a két Kar újra egyesült.
1998 januárjában megalakult a Biológia Fizika Tanszék azzal a céllal hogy elősegítse a biológiai irányú fizikai kutatásokat. A Biológia Fizika Tanszék elődje a Biofizikai Kutatócsoport volt, amely korábban az ELTE Atomfizika Tanszéken belül már megközelítőleg 25 éven keresztül működött. A biológiai témájú kutatási programok gyors növekedésével és az oktatási tevékenység iránt megnövekedett igény miatt a kutatócsoport feladatai folyamatosan bővültek. 1990-es években több új kutatási iránnyal egészült ki a tanszék kutatási témái, amely kezdetben a fotoszintézis, energia-átalakító folyamatokra fókuszáltak.
2006-ban az Általános Fizika Tanszék és a Szilárdtestfizika Tanszék összeolvadásával létrejött az Anyagfizika Tanszék. A tanszék fontos szerepet játszik a magyarországi kísérleti fizika oktatásban, fizika tanárképzésben és kísérleti munkát végző fizikusok képzésében. Az ELTE-n a kísérleti fizika oktatása Jedlik Ányos, majd később Eötvös Loránd irányításával indult el a Kísérleti Természettan Tanszéken. Az Anyagfizika Tanszék szertárában ma is megtalálható Eötvös eredeti ingája, amely az 1900. évi Párizsi Világkiállításon aranyérmet nyert.
2017. augusztus 1-én Frei Zsolt vette át a Fizikai Intézet vezetését. Az igazgatóhelyettesek személyében nem történt változás, így Katz Sándor és Derényi Imre maradtak az igazgatóhelyettesi pozícióban. 2023-ban a Csillagászati Tanszék szervezetileg átkerült a Földrajz- és Földtudományi Intézetből a Fizikai Intézetbe, és a szervezeti átalakítást követően az Intézet neve is megváltozott. 

## Igazgatók és tanszékcsoport vezetők
Fizika Tanszékcsoport vezetői (1972-2005):
- Pócsik György (1972–1976)
- Kirschner István (1976–1983)
- Kovács István (1983–1989)
- Patkós András (1989–1992)
- Tichy Géza (1992–1995)
- Horváth Zalán (1995–2001)
- Lendvai János (2001–2005)

Fizika Intézet igazgatói (2005–)
- Lendvai János (2005–2008)
- Kürti Jenő (2008–2011)
- Groma István (2011–2017)
- Frei Zsolt (2017– 2020)
- Katz Sándor (2020–)

## Tanszékek
| Tanszék                                                                        | Tanszékvezető |
| ------------------------------------------------------------------------------ | --- |
| Kísérleti Fizika Tanszék (1839-1971) (korábban "Physica et mechanica" tanszék) | Jedlik Ányos (1839–1878) Eötvös Loránd (1878–1921) Tangl Károly (1921–1940) Rybár István (1940–1948) Pócza Jenő (1948–1957) Nagy Elemér (1957–1971) |
| Gyakorlati Fizika Tanszék (1903-1957)                                          | Klupathy Jenő (1903–1922) Rybár István (1922–1940) Békésy György (1940–1948) Faragó Péter (1948–1957) |
| Általános Fizikai Tanszék (1971–2006)                                          | Kovács István (1971–1995) Lendvai János (1995–2006) |
| Szilárdtestfizika Tanszék (1971–2006)                                          | Nagy Elemér (1971–1975) Kertész László (1975–1986) Szépfalusy Péter (1986–1998) Tichy Géza (1998–2006) |
| Anyagfizikai Tanszék                                                           | Lendvai János (2006–2009) Groma István (2009–2020) Gubicza Jenő (2020–) |
| Atomfizikai Tanszék                                                            | Jánossy Lajos (1958–1970) Marx György (1970–1992) Vicsek Tamás (1992–1996) Papp Elemér (1996) Kiss Ádám (1996–1998) Patkós András (1998–2003) Kiss Ádám (2003–2007) Patkós András (2007–2010) Frei Zsolt (2010–) |
| Biológiai Fizika Tanszék                                                       | Vicsek Tamás (1998–2006) Kürti Jenő (2006–2015) Derényi Imre (2015–) |
| Elméleti Fizikai Tanszék                                                       | báró Eötvös Loránd (1872–1878) Fröhlich Izidor (1878–1928) Ortvay Rudolf (1928–1945) Novobátzky Károly (1945–1967) Nagy Károly (1967–1993) Horváth Zalán (1993–2001) Csikor Ferenc (2001–2006) Palla László (2006–2013) Katz Sándor (2013–2022) Trócsányi Zoltán (2022-) |
| Komplex Rendszerek Fizikája Tanszék                                            | Kondor Imre (1998–2000) Geszti Tamás (2000–2003) Vattay Gábor (2003–) |
| Csillagászati Tanszék                                                          | Weiss X. Ferenc (1755-1785) Taucher Ferenc (1785-1806) Pasquich János (1806-1824) Tittel Pál (1824-1831) Albert Ferenc (1831-1834) Mayer Lambert (1834-1857) Kondor Gusztáv (1865-1871) Petzval Ottó (1872-1883) Kondor Gusztáv (1883-1897) Kövesligethy Radó (1897-1933) Móra Károly (1933-1934) Wodetzky József (1934-1941) Lassovszky Károly (1942-1949) Földes István (1949-1964) Detre László (1964-1968) Balázs Béla (1968-1990) Marik Miklós (1990-1998) Érdi Bálint (1998-2009) Petrovay Kristóf (2009-) |

## Fizika Doktori Iskola
A 2000-ben ideiglenesen, majd 2002-ben véglegesen akkreditált Fizika Doktori Iskola szervezetileg és működésében a jól működő, 1993-ban indult Fizika Doktori Programra épül. Az ELTE Fizika Doktori Programja az elsők között, 1993-ban indult meg Magyarországon. A Fizika Doktori Program Szépfalusy Péter professzor vezetésével kezdte meg működését, aki nagy alapossággal és körültekintéssel alakította ki a képzés alapelveit. A nevelés jól meghatározott minőségi elvek és szabályok között zajlott, mely kialakította a kereteket a jelenleg 4 oktatási programban zajló doktori képzéshez.
Képzési programok:
- Anyagtudomány és szilárdtest-fizika
- Részecskefizika és atommagfizika program
- Statisztikus fizika, biológiai fizika és kvantumrendszerek fizikája
- Csillagászat és űrfizika program
- Fizika tanítása

Fizika Doktori Iskola vezetői:
- Szépfalusy Péter professzor (1993–2000)
- Horváth Zalán professzor (2000–2011)
- Csikor Ferenc  professzor (2011–2012)
- Palla László professzor (2012–2015)
- Tél Tamás professzor (2015–2018)
- Gubicza Jenő professzor (2018–2023)
- Palla Gergely professzor (2023–)

## Oktatók
A félkövérrel szedett oktatók 2021-ben is az intézetben oktatnak.
| Tanszék                             | Oktatók |
| ----------------------------------- | --- |
| Anyagfizikai Tanszék                | Barna B. Péter, Dankházi Zoltán Gyula, Groma István, Györgyi Géza, Hömöstrei Mihály, Ispanovity Péter Dusán, Jenei Péter, Kovács Zsolt, Mezei Ferenc, Nagy Elemér, Nguyen Quang Chinh, Radnóti Katalin, Révész Ádám, Radnai Gyula†, Ribárik Gábor, Széchenyi Gábor, Székely Ferenc, Vadász Gergely |
| Atomfizikai Tanszék                 | Csanád Máté, Csótó Attila, Dávid Gyula, Biplab Dey, Fejős Gergely, Frei Zsolt, Horváth Ákos, Jánossy Lajos, Kapuy Ede†, Kiss Ádám, Kis-Tóth Ágnes, Yoshikazu Nagai, Kosály György†, Nagy Márton, Pásztor Gabriella, Patkós András, Raffai Péter, Sas Elemér, Szalay A. Sándor, Veres Gábor, Vicsek Tamás, Zimányi József |
| Biológiai Fizika Tanszék            | Czirók András, Derényi Imre, Farkas Illés, Fogl László, Haiman Ottó†, Horváth Gábor, Horváth Viktor, Koltai János, Kürti Jenő, Meszéna Géza, Nagy Máté, Palla Gergely, Papp Elemér, Szabó Bálint, Szöllősi Gergely |
| Elméleti Fizikai Tabszék            | Bántay Péter, Bene Gyula, Csikor Ferenc, Eötvös Loránd†, Fái György, Fényes Imre, Fodor Zoltán, Fröhlich Izidor†, Horváth Zalán†, Jedlik Ányos†, Jeszenszky Ferenc†, Giordano Matteo, Károlyházy Frigyes, Kondor Imre, Kovács Tamás, Kunszt Zoltán, Kuti Gyula, Ladányi Károly, Marx György, Montvay István, Nagy Károly†, Nagy Kázmér, Neidermaier Ferenc, Németh Judit, Nógrádi Dániel, Novobátzky Károly†, Ortvay Rudolf†, Palla László, Papp Gábor, Patkós András, Rácz Zoltán, Sasvári László, Szépfalusy Péter, Takács Gábor, Tél Tamás, Tisza László†, Trócsányi Zoltán |
| Komplex Rendszerek Fizikája Tanszék | Bagoly Zsolt, Barnaföldi Gergely, Bodor András, Csabai István, Csákány Antal†, Cserti József, Csordás András, Diósi Lajos, Dobos László, Fekete Attila, Hága Péter, Hevesi László, Hunyadi Viktória, Kaufmann Zoltán, Oroszlány László, Simon Gábor, Sólyom Jenő, Stéger József, Szépfalusy Péter†, Tüttő István, Varga Dezső |

## Híres hallgatók
- Bajnok Zoltán, fizikus
- Balázs Lajos, fizikus
- De Châtel Péter, fizikus
- Forró László, fizikus
- Györgyi Géza, fizikus
- Hidas Pál, fizikus
- Horváth Róbert, fizikus
- Jeszenszky Ferenc, fizikus
- Kaszás István, író
- Kollár János, fizikus
- Mezei Ferenc, fizikus
- Sárneczky Krisztián, csillagász
- Sólyom Jenő, fizikus
- Takács Gábor, fizikus
- Varga Dezső, fizikus
- Veres Gábor, fizikus

## Kutatás

### Kutatók
A következő lista az ismertebb kutatókat tartalmazza. Az ismertség a Google Tudós idézetek alapján lett megállapítva.
| Idézetek száma  | Kutató                                                                      |
| --------------- | --------------------------------------------------------------------------- |
| 100 000–500 000 | Pásztor Gabriella (AT), Veres Gábor (AT)                                    |
| 50 000–100 000  | Csabai István (KRFT), Vicsek Tamás (AT), Frei Zsolt (AT), Raffai Péter (AT) |
| 10 000–50 000   | Csanád Máté (AT), Derényi Imre (BFT), Palla Gergely (BFT), Katz Sándor      |

- Jegyzet: AT= Atomfizika Tanszék, BFT= Biológiai Fizika Tanszék, KRFT= Komplex Rendszerek Fizikája Tanszék

### Kutatócsoportok

#### MTA-ELTE Lendület Kutatócsoport
- Forró Univerzum Kutatócsoport
- Evolúciós Genomika Kutatócsoport
- CMS Részecske- és Magfizikai Kutatócsoport
- Rácstérelméleti Kutatócsoport
- Asztrofizikai Kutatócsoport
- Biofizikai Kutatócsoport
- Integrálható Kvantumdinamika Kutatócsoport

#### ERC Kutatócsoport
A fizika intézetben jelenleg két ERC kutatócsoport működik: 
- ERC Az evolúciós régmúlt rekonstruálása

A projekt 2017 júliusában indult és öt éve alatt a kutatók genetikai szekvenciák alapján új módszereket és technikákat dolgoztak ki az evolúciós régmúlt rekonstruálására. A kutatás legfőbb célja olyan módszerek kifejlesztése, melyek a génfák különbségeinek interpretációjával megfelelőek a génevolúció mintázataival és időrendiségével kapcsolatos információ kinyerésére. Így lehetőség nyílik arra, hogy az élet fájának genomszintű adatok alapján felállított, datált rekonstrukciója. A kutatás második célja, hogy ezekkel a módszerekkel nyitott evolúciós kérdésekre próbálják megválaszolni: például HGT eseményeket „molekuláris fosszíliaként” használva keressenek megoldást a mikrobiális evolúció időrendiségével kapcsolatos kérdésekre a Föld történetével összefüggésben is. Utóbbi esetében az elérhető fosszíliák száma meglehetősen szűkös határok közé szorítja a molekuláris kormeghatározó módszerek használatát. Mindemellett a kutatás megoldást próbál találni az olyan, teljes genomok segítségével régóta megválaszolatlan kérdésekre is, mint például az állatok korai diverzifikációja vagy az eukarióta csoportok helye az archaeák között.
- ERC Asztrofizikai dinamika és a galaxis magok statisztikus fizikája:

A kutatócsoport fekete lyuk fizikával, sűrű csillagklaszterek asztrofizikai és statisztikus fizikai modellezésével foglalkozik. Az elmúlt évben egyebek mellett korábbi feltevésekkel ellentétben bebizonyították, hogy a fekete lyukak a galaxis közepén korongba rendeződnek, és kiszámították, hogy a gömbhalmazoknak – amiknek a gravitációs hullámait ma is megfigyelhetjük – sokkal nagyobb populációja létezett korábbi kozmológiai időszakban. Eredményeik hozzájárultak a gravitációs hullámok létezésének, a galaxismagok működésének, azaz a fekete lyukak természetének megértéséhez. A csoport a tervek szerint bevezet egy interdiszciplináris módszert ezen asztrofizikai rendszerek leírására, valamint megmutatják, hogy a galaxismagok hatalmas folyadékkristályokat reprezentálnak, amik fázisátalakulásokra is képesek, és vizsgálják ennek szerteágazó következményeit. A csoport posztdoktorokból és doktoranduszokból áll. A számításokhoz építenek egy új dedikált GPU számítógépklasztert is.

### Kutatások
2020-ban Frei Zsolt azt nyilatkozta a 24.hu-nak, hogy az ELTE 2023-ra mini műholdak fellövését tervezi a gravitációs hullámok lokalizációja céljából.